# LIBERTY WINGS
『LIBERTY WINGS』（リバティー・ウィングス）は、布袋寅泰の28枚目のシングル。

## 概要
2005年4月27日に、東芝EMIから発売された。
前作から2ヶ月振り、アルバム「MONSTER DRIVE」2枚目の先行シングルはラテンを取り入れた楽曲。
ジャケットにはフェルナンデス TE-HTで演奏するデビルマン、裏ジャケットにはTE-HTを抱き抱えるキューティーハニーが描かれている。どちらも永井豪の漫画のキャラクターである。

## 収録曲
| 全作詞・作曲・編曲: 布袋寅泰。 |                           |          |            |      |
| #                              | タイトル                  | 作詞     | 作曲・編曲 | 時間 |
| 1.                             | 「LIBERTY WINGS」         | 布袋寅泰 | 布袋寅泰   | 4:57 |
| 2.                             | 「PUSSY CAT」             | 布袋寅泰 | 布袋寅泰   | 4:34 |
| 3.                             | 「LIBERTY WINGS (inst.)」 | 布袋寅泰 | 布袋寅泰   | 4:56 |
| 4.                             | 「PUSSY CAT (inst.)」     | 布袋寅泰 | 布袋寅泰   | 4:36 |
| 合計時間:                      | 合計時間:                 | 19:03    |            |      |

## 参加ミュージシャン
- 山本拓夫 - サックス
- 村田陽一 - トロンボーン
- 仁科かおり - コーラス